# شاخه مبادری
شاخه مبادری، روستایی از توابع بخش میان آب جنوبی شهرستان شوشتر در استان خوزستان ایران است.

## جمعیت
این روستا در دهستان حسینی قرار دارد و براساس سرشماری مرکز آمار ایران در سال ۱۳۸۵، جمعیت آن ۹۲ نفر (۱۷خانوار) بوده‌است.